# Allan Kemakeza
Sir Allan Kemakeza, född 1951 i byn Panueli, på ön Savo i Salomonöarna, är en politiker från Salomonöarna. Kemakeza var Salomonöarnas regeringschef från den 17 december 2001 till 19 april 2006. Hans efterföljare blev Snyder Rini.